# جاش سوسمن
جاش سوسمن (انگلیسی: Josh Sussman؛ زادهٔ ۳۰ دسامبر ۱۹۸۳) یک هنرپیشه اهل ایالات متحده آمریکا است. وی از سال ۲۰۰۰ میلادی تاکنون مشغول فعالیت بوده‌است.
از مجموعه های تلویزیونی که وی در آن نقش داشته است می‌توان به جادوگران محله ویورلی و استارلت اشاره کرد.